# 양차이위
양차이위(중국어 간체자: 杨采钰, 정체자: 楊采鈺, 병음: Yáng Cǎiyù, 한자음: 양채옥, 1992년 9월 28일 ~ )는 중화인민공화국의 배우, 가수이다. 2003년 애니메이션 《나타전기》의 닫는 곡을 부르면서 어린이 가수로 데뷔하였고, 베이징 영화학원를 졸업한 후 배우 활동을 시작했다.